# Championnat du monde d'endurance moto 2014
Navigation
Édition précédente Édition suivante
La saison 2014 du Championnat du monde d'endurance moto est la 35e édition de cette compétition. Elle se déroule du 19 avril au 20 septembre 2015. 

## Calendrier
| N° | Date      | Course                  | Circuit                       | Lieu                | État, Pays |
| -- | --------- | ----------------------- | ----------------------------- | ------------------- | ---------- |
| 1  | avril     | 24 Heures du Mans       | Circuit des 24 Heures         | Le Mans             | France     |
| 2  | juillet   | 8 Heures de Suzuka      | Circuit de Suzuka             | Suzuka              | Japon      |
| 3  | août      | 8 Heures d'Oschersleben | Motorsport Arena Oschersleben | Oschersleben (Bode) | Allemagne  |
| 4  | septembre | Bol d'or                | Circuit de Nevers Magny-Cours | Magny-Cours         | France     |

## Classement

### Attribution des points
| Points | 60 | 50 | 44 | 37 | 32 | 26 | 20 |